# Náměšť na Hané (hrad)
Hrad Náměšť na Hané se nacházel na ostrohu nad pravým břehem potoka Šumice na jihozápadním okraji nynějšího městysu Náměšť na Hané, ležícího přibližně 13 km jižně od Litovle v okrese Olomouc. Náměšť na Hané se uvádí v listině z roku 1141, kdy byla majetkem olomouckého biskupství, ale její část se později dostala do světských rukou. Od roku 1964 je chráněn jako kulturní památka.

## Historie
Hrad stával na okraji vsi zvané Kapounov – dodnes nese tato lokalita název „Na hradě“. Střed hradiště chránila od jihozápadu k jihovýchodu ve velkém oblouku o průměru asi 50 m soustava hradních příkopů. Celé hradisko mělo obvod asi 150 m. O jeho vzniku se nedochovala žádná písemná zmínka. Po Náměšti se psal roku 1276 Všebor, syn Idíka ze Švábenic, který zde údajně založil hrad, jejž roku 1371 získal Půta z Holštejna. Dá se předpokládat, že byl vybudován k ochraně náměšťského zboží, které olomoucký biskup Mikuláš z Rýzmburka (1388–1397) zastavil roku 1388 markraběti Joštovi. Na počátku 15. století byl zřejmě v držení vladyků z Obory.
Za husitských válek hrad obsadil Ctibor Tovačovský z Cimburka. První doložená zmínka o hradu pochází až z května 1423. Tou dobou byl hrad obléhán vojskem olomouckého biskupa Jana Železného, pod velením moravského zemanského hejtmana Petra Strážnického z Kravař a Václava z Dubé, coby přívrženců císaře Zikmunda. Hrad hájený husitskou posádkou vedenou Ctiborem z Cimburka však dlouho neodolal a zřejmě byl poškozen. 13. května 1423 Ctibor z Cimburka kapituloval a přísahal věrnost a poslušnost Zikmundovi. Rovněž se zavázal pomáhat proti všem jeho nepřátelům. Výjimkou byl pouze jeho vlastní bratr Jan Tovačovský z Cimburka, přívrženec strany „podobojí“.
Další zmínka o hradu Náměšti pochází z let 1480 a 1482. Po ukončení válek se hrad vrátil původním vlastníkům a převzala ho Alena z Náměště, dcera Artleba z Náměště.
V průběhu 16. století však již byl hrad pravděpodobně opuštěn, protože byl poměrně malý a nepohodlný. Zanikl v průběhu česko-uherských válek. Funkci šlechtického sídla a správního střediska náměšťského panství a statku a nahradila tvrz na místě Dolního zámku. Zříceniny hradu existovaly ještě v 18. století. Postupně však i zbytky hradeb vzaly zasvé, protože byly vhodným zdrojem stavebního materiálu pro místní obyvatele.
V 19. století byly v těchto místech prováděny archeologické průzkumy, při nichž byly nalezeny zbytky středověké keramiky (ze 14. až 15. století).

## Stavební podoba
Hrad v Náměšti na Hané stával na návrší nad říčkou Šumicí. Polovina obvodu hradu byla chráněna příkopem, který byl částečně vylámán ve skále a dochoval se s hloubkou asi 3,5 metru. Dvoudílný hrad měl nepravidelně kosodélný půdorys s rozměry 60 × 30 metrů. Menší západní část sloužila jako předhradí a na východní straně bývalo hradní jádro. Od předhradí jej oddělovala hradba, v jejíž blízkosti stála hranolová věž s rozměry 7,5  × 7,5 metru. Pravděpodobně plnila funkci bergfritu, ale je možné, že sloužila i k bydlení.